# Rouven (Sänger)
Rouven Lavi (* 1969 in New York City), genannt Rouven, ist ein israelischer Popsänger.

## Biografie
Rouvens Mutter ist die Sängerin Daliah Lavi, sein Vater deren zweiter Ehemann, der Schauspieler John Sullivan. Ende der 1980er Jahre veröffentlichte Rouven mehrere von Jack White produzierte Singles und absolvierte einige Fernsehauftritte. Lediglich die erste Single, Together (Flying on the Wings of Tenderness), konnte sich Anfang 1987 in den deutschen Charts platzieren. Zwei Jahre später hatte auch David Hasselhoff einen Hit mit diesem Lied. 1988 zog sich Rouven aus der Öffentlichkeit zurück und beendete seine Gesangskarriere.

## Diskografie
Singles
- 1986: Together (Flying on the Wings of Tenderness)
- 1987: I Remember
- 1988: I’m on Fire